# Међународна лига дерматолошких друштава
Међународна лига дерматолошких друштава (енгл. The International League of Dermatological Societies, ILDS) је невладина организација повезана са Светском здравственом организацијом. Основана је 1935. године, али због Другог светског рата конгреси нису одржавани све до 1952. Организација ради под покровитељством Међународног комитета за дерматологију.
Међународна лига дерматолошких друштава је покровитељ Међународне фондације за дерматологију, организације која је основана 1987. године.